# The Witcher (TV-serie)
The Witcher är en amerikansk TV-serie från 2019, skapad av Lauren Schmidt Hissrich. Den är baserad på bokserien Sagan om häxkarlen av den polska författaren Andrzej Sapkowski.
Seriens första säsong hade premiär på streamingtjänsten Netflix den 20 december 2019 och bestod av åtta avsnitt. Säsong 2 hade premiär den 17 december 2021. I september 2021 förnyade Netflix serien för en tredje säsong.

## Rollista
| Figur                                      | Skådespelare            | Svensk röst              |
| Huvudroller                                | Huvudroller             | Huvudroller              |
| ------------------------------------------ | ----------------------- | ------------------------ |
| Geralt av Rivia                            | Henry Cavill            | Daniel Sjöberg           |
| Cirilla "Ciri" Fiona Elen Riannon          | Freya Allan             | Lea Heed                 |
| Cahir "Igelkott" Mawr Dyffryn aep Ceallach | Eamon Farren            | Petter Isaksson          |
| Yennefer av Vengerberg                     | Anya Chalotra           | Carla Abrahamsen         |
| Riddarsporre                               | Joey Batey              | Joakim Tidermark         |
| Tissaia de Vries                           | MyAnna Buring           | Anette Belander          |
| Fringilla Vigo                             | Mimî M. Khayisa         | Angelika Prick           |
| Triss Merigold                             | Anna Shaffer            | Yamineth Dyall           |
| Istredd                                    | Royce Pierreson         | Kardo Razzazi            |
| Dara                                       | Wilson Mbomio           | Carlos Romero            |
| Vilgefortz av Roggeveen                    | Mahesh Jadu             | John Alexander Eriksson  |
| Filavandrel                                | Tom Canton              | Emil Almén               |
| Francesca Findabair                        | Mecia Simson            | Josefina Hylén           |
| Vesemir                                    | Kim Bodnia              | Rafael Pettersson        |
| Återkommande roller                        |                         |                          |
| Drottning Calanthe                         | Jodhi May               | Sara Huss Kleimar        |
| Näbbmus                                    | Adam Levy               | Kristofer Kamiyasu       |
| Kung Eist Tuirseach                        | Björn Hlynur Haraldsson | Joakim Nätterqvist       |
| Stregobor                                  | Lars Mikkelsen          | Claes Ljungmark          |
| Sabrina Glevissig                          | Therica Wilson-Read     |                          |
| Artorius Vigo                              | Terence Maynard         | Peter Gardiner           |
| Vanielle av Brugge                         | Judit Fekete            |                          |
| Lambert                                    | Paul Bullion            |                          |
| Coën                                       | Yasen Atour             |                          |
| Voleth Meir                                | Ania Marson             | Kajsa Ernst              |
| Sigismund Dijkstra                         | Graham McTavish         | Dan Bratt                |
| Vizimir                                    | Ed Birch                | Kim Sulocki              |
| Rience                                     | Chris Fulton            | Victor Segell            |
| Lydia van Bredevoort                       | Aisha Fabienne Ross     | Anna Isbäck              |
| Gage                                       | Kaine Zajaz             |                          |
| Gästroller introducerade i säsong 1        |                         |                          |
| Renfri av Creyden                          | Emma Appleton           | Matilda Smedius          |
| Marilka                                    | Mia McKenna-Bruce       | Tea Stjärne              |
| Sir Danek                                  | Tobi Bamtefa            |                          |
| Sir Lazlo                                  | Maciej Musiał           |                          |
| Tiffania                                   | Charlotte O'Leary       | Elsa Fryklund            |
| Toruviel                                   | Natasha Culzac          |                          |
| Torque                                     | Amit Shah               |                          |
| Kung Foltest                               | Shaun Dooley            | Rico Rönnbäck            |
| Lord Ostrit                                | Jason Thorpe            | Daniel Goldmann          |
| Giltine                                    | Julian Rhind-Tutt       |                          |
| Kalis                                      | Isobel Laidler          | Mikaela Ardai Jennefors  |
| Prinsessan Pavetta                         | Gaia Mondadori          | Sandra Kassman           |
| Duny / Emhyr                               | Bart Edwards            |                          |
| Eithne                                     | Josette Simon           |                          |
| Dryad General                              | Nóra Trokán             |                          |
| Ronin Mage                                 | Marcin Czarnik          |                          |
| Crach an Craite                            | Blair Kincaid           |                          |
| Chireadan                                  | Lucas Englander         | Leo Hallerstam           |
| Eyck av Denesle                            | Jordan Renzo            |                          |
| Borch Three Jackdaws                       | Ron Cook                | Per Svensson             |
| Yarpen Zigrin                              | Jeremy Crawford         | Gabriel Odenhammar       |
| Fola                                       | Ella-Rae Smith          |                          |
| Yurga                                      | Francis Magee           |                          |
| Zola                                       | Anna-Louise Plowman     |                          |
| Ma/Visenna                                 | Frida Gustavsson        |                          |
| Gästroller introducerade i säsong 2        |                         |                          |
| Nivellen                                   | Kristofer Hivju         | Andreas Rothlin Svensson |
| Vereena                                    | Agnes Born              | Mira Mark                |
| Eskel                                      | Basil Eidenbenz         | Viktor Åkerblom          |
| Gwain                                      | Jota Castellano         |                          |
| Everard                                    | Nathanial Jacobs        |                          |
| Merek                                      | Chuey Okoye             |                          |
| Hake                                       | Antony Byrne            | Jan Simonsson            |
| Violet                                     | Carmel Laniado          |                          |
| Ba'lian                                    | Kevin Doyle             | Jan Modin                |
| Lara Dorren                                | Niamh McCormack         | Katja Levander           |
| Moder Nenneke                              | Adjoa Andoh             | Astrid Assefa            |
| Codringher                                 | Simon Callow            |                          |
| Fenn                                       | Liz Carr                |                          |
| Meve                                       | Rebecca Hanssen         |                          |
| Demavend                                   | Richard Tirado          |                          |
| Henselt                                    | Edward Rowe             |                          |
| Ethain                                     | Luke Cy                 |                          |
| Eredin                                     | Sam Hazeldine           |                          |
| Philippa Eilhart                           | Cassie Clare            |                          |

Övriga röster görs av Alexander Kantsjö, Alice Sjöberg Brise, Amanda Renberg, Amelie Eiding, Ana Gil de Melo Nascimento, Anaïs Dyall, Anders Öjebo, Annelie Berg Bhagavan, Anton Olofson Raeder, Ariana Lleshaj, Charlotte Ardai Jennefors, Daniel Epstein, Daniela Sörensen, David Schlein-Andersen, Dick Eriksson, Elina Raeder, Elis Lindsten, Ellen Thureson, Emil Apell, Frank Broberg Malm, Fredrik Hiller, Frida Linnell, Gustav Levin, Hilda Holgersson, Ivan Mathias Petersson, Irene Lindh, Jacqueline Mapei Cummings, John Österlund, Leon Pålsson Sälling, Linda Pira Giraldo, Lucas Krüger, Magnus Mark, Malte Gårdinger, Maria Rydberg, Matilda Tjerneld, Melker Duberg, Mikael Regenholz, Mugambwa Sseruwagi, Nicklas Berglund, Niels Pettersson Sandmark, Patrik Berg Almkvisth, Roger Storm, Sharon Dyall och Tom Ljungman.